# کریگ بنتام
کریگ بنتام (انگلیسی: Craig Bentham؛ زادهٔ ۷ مارس ۱۹۸۵) بازیکن فوتبال اهل بریتانیا است.
از باشگاه‌هایی که در آن بازی کرده‌است می‌توان به باشگاه فوتبال برادفورد سیتی اشاره کرد.